# تپه ور آسیاب
تپه ور آسیاب مربوط به دوره هخامنشی - دوره اشکانیان - سده‌های میانه دوران‌های تاریخی پس از اسلام است و در شهرستان ازنا، بخش مرکزی، دهستان سیلاخور شرقی، ۱ کیلومتری جنوب روستای باوکی واقع شده و این اثر در تاریخ ۳۰ بهمن ۱۳۸۶ با شمارهٔ ثبت ۲۱۱۳۹ به‌عنوان یکی از آثار ملی ایران به ثبت رسیده است.